# یاروسلاو بورگر
یاروسلاو بورگر (چکی: Jaroslav Burgr؛ ۷ مارس ۱۹۰۶ – ۱۵ سپتامبر ۱۹۸۶) یک بازیکن فوتبال اهل چکسلواکی بود.

## باشگاهی
از باشگاه‌هایی که در آن بازی کرده‌است می‌توان به باشگاه فوتبال اسپارتا پراگ اشاره کرد.